# 两分钟仇恨
兩分鐘仇恨（英語：Two Minutes Hate），是喬治·奧威爾的反烏托邦小說《一九八四》中，大洋國的人民每日必須觀看的一部短片。該短片描繪了国家主要敌人伊曼紐·高斯登及其追隨者——兄弟會，並要求他們大聲喊出對該敵人的仇恨，隨後轉而表達對老大哥的熱愛。 （p. 750-751） 此短片透過精心塑造叛徒與敵人的形象，加強了人民對黨及老大哥的忠誠，其效果與個人崇拜類似。
「兩分鐘憎恨」的政治目的在於讓大洋國公民宣洩內心所感受到的存在之痛，與對政治上適時選定敵人（例如伊曼紐·高斯登及當時的敵對超級大國）的個人仇恨；藉由將黨員潛意識中的情感從針對黨統治大洋國的不滿，轉移到虛構的外部敵人上，黨得以將思想犯罪及其引發的顛覆行為降至最低。

## 目的
在小說《一九八四》中，第一次「兩分鐘仇恨」展示了內黨黨員奧勃良的首次亮相，此舉將他引入主角溫斯頓·史密斯的故事，而溫斯頓的情感則展現出黨對大洋國社會進行心理操控與掌控的有效性：
「兩分鐘仇恨」最可怕的地方，不在於人們被迫扮演某種角色，而正相反，卻是根本無法避免參與其中。不到三十秒，任何虛偽的掩飾都顯得多餘。一種令人毛骨悚然的狂喜——混合著恐懼與報復之情，以及一股殺戮、折磨、用大錘砸碎人臉的慾望——似乎猶如電流般貫穿整個群體，使人不由自主地變成一個面容扭曲、尖叫不止的瘋子。然而，人們所感受到的憤怒卻只是一種抽象、無明確指向的情緒，就像噴火槍的火焰一樣，可以隨意地從一個對象轉向另一個對象。
「兩分鐘仇恨」中所採用的洗腦手法結合了聽覺與視覺提示，例如電幕中突然爆出「一陣可怕而摩擦般的尖嘯，猶如某台失去潤滑油運轉的怪物機器」（p. 749） ，其目的是在心理上激起群眾對伊曼紐·高斯登及當時大洋國敵國（东亚国或欧亚国）的仇恨、恐懼與厭惡情緒。在於此期間，參與者不由自主地陷入憤怒，甚至向播放影片的電幕投擲物品（朱莉娅亦曾如此），即便個人對伊曼紐·高斯登毫無仇恨，也難免被周遭群眾的情緒所感染。隨著仇恨過程推進，伊曼紐·高斯登在影片中的形象逐漸變化為一隻咩咩叫的羊臉，接著敵軍士兵逼近觀眾，其中一名士兵揮舞衝鋒槍衝來，其面孔又漸漸轉變成老大哥的形象。（p. 751） 當這兩分鐘仇恨時段結束時，人們鬆了口氣，隨後不斷歌頌老大哥並儀式性地齊聲高喊「B-B . . . B-B . . . B-B . . . B-B.」，而為了延續這段激起極端情緒的過程，黨甚至創造了長達一週的「仇恨週」（p. 743）

## 實例和相似之處
俄罗斯國營電視台（如俄罗斯第一频道和RT電視台）對自由派和反对派的攻擊，被形容為與「兩分鐘憎恨」類似。顿巴斯战争期间，俄羅斯電視台將乌克兰军队描绘成怪物。其中最知名的例子之一，是俄罗斯第一频道在2014年播出的一則虚假报道，聲稱乌克兰士兵將一名三岁儿童釘死在十字架上。 
此外，美國在第一次世界大战期間由「公共信息委員會」推動的宣傳戰，也曾被拿來與「兩分鐘憎恨」節目中的政治宣傳相提並論。